# 赖施特拉瑟
赖施特拉瑟是奥地利施蒂利亚州尤登堡县的一个市镇。总面积62.28平方公里，总人口188人，人口密度3.0人/平方公里（2005年）。